# Távoli tűz
A Távoli tűz Zsoldos Péter tudományos-fantasztikus regénytrilógiájának középső kötete. A három könyvet Avana-trilógiaként is szokták említeni, mert a regények leginkább egy távoli bolygó Avana nevű ókori városkájában játszódnak. (A főszereplő után Gregor Man-trilógiaként is ismert.) A trilógia első kötete A Viking visszatér, utolsó kötete pedig Az utolsó kísértés.
Az 1967-ben született Távoli tűz eddig öt kiadásban jelent meg Magyarországon.

## Előzmény – A Viking visszatér
A Föld felfedező útra küldi Viking nevű űrhajóját a tau Ceti csillaghoz, és ott leszállnak egy bolygóra, amely sokban hasonlít a Földhöz, élőlényeket, sőt, embereket találnak. Az egyik űrhajós, Gregor Man geológus elszakad a többiektől, és hosszú, kalandos úton jut el Avanába, egy tengerparti városkába, ahol a Vikingre is rábukkan. A város lakói egy lázadásban megölik a királyukat, aki az űrhajósok ellen támadt. Ez a története A Viking visszatér című regénynek.

## Bevezető
Avana a tau Ceti második bolygójának egy tengerparti városa, amelyet emberekhez teljesen hasonló lények laknak, a földi bronzkor technikai szintjén, földművelésből, halászatból élnek. Kereskedelmet is folytatnak a part többi, hasonló királyságával, városával, akik mindannyian a Tenger Fiainak nevezik magukat, és a nyelvük sokban hasonlít egymáshoz. Avana isten-királya, Mazu a lázadásban meghalt, a város uralkodó, vezető nélkül maradt.
A Viking űrhajósai kijavították a hajó sérüléseit és a visszainduláshoz készülődnek. A hajó orvosa viszont megállapítja, hogy Gregor Man geológus szervezete az első regényben elmesélt megpróbáltatások miatt annyira megromlott, hogy súlyos kockázatot jelentene számára a felszálláskor fellépő erős túlterhelés. Választhat a valószínű halál és az ittmaradás között, és Man nem akarja, hogy barátai a halott társuk testével a fedélzeten utazzanak hazáig. Avana népe hálás az űrhajósoknak, és királyukká fogadják az idegent, aki az isten-királyoknak kijáró Égből Jött Isteni Úr címre szó szerint méltó.
Az űrhajó visszaindul, az új király pedig egyedül marad, a Földtől talán végleg elszakadva. Ha az emberiség a Viking visszaérése után azonnal új expedíciót indít a csillaghoz, ő akkor is három évtizeden át lesz a bolygó, a Gáma lakója. Ha életben marad addig. Fájdalmát hamarosan felváltja a szembesülés azzal a teherrel, hogy a magasan fejlett földi társadalomban már ismeretlen uralkodói feladatot neki kell betöltenie egy ókori technikai és társadalmi berendezkedésű kis nép kormányozására. Ez a feladat súlyos kötelesség, sok emberért vált felelőssé hirtelen. Ahogy ő maga fogalmazza meg: "Senki nem kérhette rajtam számon, mit teszek, de akarva, nem akarva, több ezer ember élete, boldogsága, jövője függött minden szavamtól és tettemtől. A lázadás vezérei nagyon jól tudták, ha meg akarják őrizni mindazt, amiért azon az éjszakán harcoltak, csak engem tehetnek királlyá. És én is tudtam – ha ilyesmiről egyáltalán beszélni lehet –, csak úgy van értelme itteni éveimnek, ha vezetni tudom őket, azzal a hatalommal, melyet ők adtak a kezembe."
Zsoldos Péternek ez a műve tulajdonképpen egy regény az ókori Földközi-tenger keleti partján vagy a hellén földnyelven egykor virágzott városállamok életéről, mindennapjairól és formálódásáról szól. Az író realista fantáziálása érdekes, különleges esete lett a tudományos-fantasztikus irodalmak, jó példa arra, hogy nem csak a futurisztikus technika és a világűrben esett kalandok adhatnak keretet a sci-fi alkotásaihoz. Az író saját szavaival: "Műfaját tekintve rendhagyó vállalkozás: a történelmi regény irányában kívánja kiszélesíteni a tudományos-fantasztikus irodalom egyébként is tágas útját."

## A befejezés
Az író nagyon érdekes, játékos ötlete a regény ötödik fejezetének alapja. Ez nyolc évszázaddal későbbi időben játszódik, ugyanazon a bolygón, az ottani lakók kései utódai között. A technika óriásit fejlődött, vetélkedik a mai Föld lehetőségeivel. Egy régészeti expedíció hosszú kutatómunkával tárja fel az ókori városok romjait az évszázadok során túl forró éghajlatúvá vált, elhagyott tengerparti övezetben. Az olvasó látja azt, amikor az általa már jól ismert helyszínekre, nevekre, személyekre apránként, olykor téves formában, olykor félreértelmezve, a régészek ráakadnak. A kutatók, ahogy az egész bolygójuk, tudnak a földi ember hajdani uralkodásáról, tetteiről, de a töredékes emlékek nem sokat árulnak el a részletekből. Az olvasó szinte azért izgul, hogy a régészek végre megértsék a jelek összefüggéseit, és megtalálják Gregor Man hagyatékát, agyagtáblákon rögzített hosszú beszámolóját az élete eseményeiről.
Ez a fajta játék az olvasó által ismert, a szereplő által viszont még nem ismert egyszerű tényekkel lényeges részét képezi Zsoldos Péter egy másik, Ellenpont című regényének is.

## A helyszínek

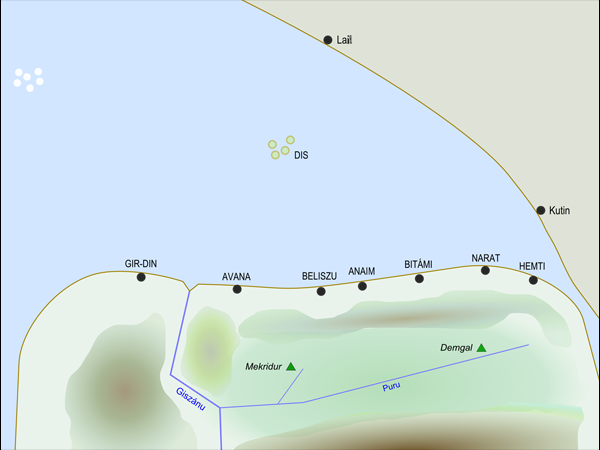
A regény helyszíne vázlatosan

A regény helyszínei a térképvázlaton láthatóak, amely az író által leírt és megrajzolt térkép lényegét foglalja össze. Egy földrész északi peremén, a tenger partján egymástól néhány napi járóföldre kis városok sorakoznak, amelyek mindegyikét egy-egy király uralja. A városok nyugatról kelet felé, a tengerszoros felé haladva: Gir-din, Avana, Beliszu, Anaim, Bitámi, Narat, Hemti. A bronzkori technikájú, gyér növényzetű városok lakói földművelésből, halászatból élnek, kézműveseik termékeit és nyersanyagaikat, agyagedényeket, szövetet, növényi olajat, ónércet, a szappanfőzéshez használt szódát kereskedőhajókkal szállítják egymáshoz.
Gir-din és Avana között ömlik a tengerbe a Giszánu, a Nagy Folyó. A városokat délről a Barkan, egy hosszú hegyvonulat zárja el a földrész belső területeitől. A hegyvonulat mögött, egy dús növényzetű síkságon a naunik, egy nomád, legeltetéses állattenyésztésből élő harcos nép él, kitűnő íjász- és lovaglótudásuk a béke fenntartására ösztönzi a parti királyságokat. A naunik síkságaihoz a hegységen egy völgyszoros vezet át. A hegyekben primitív vademberek laknak, akik az avanai karavánokat, amelyek a Barkan erdőségeit a hajóépítéshez nélkülözhetetlen szálfákért rendszeresen felkeresik, támadásaikkal zaklatják.
A keleten levő tengerszorostól kezdve észak felé egyre távolodó, túlsó tengerpart az abanok földjét szegélyezi, amelynek belsejében áll a főváros, az aban nagykirály székhelye, Akda. A hatalmas birodalom nem áll sem békében, sem háborúban a Tenger Fiaival, a nagykirály nem kívánta meg az általa minden bizonnyal könnyen elsöpörhető parti városok javait. Az aban birodalom egyik tengerparti városa a mesés gazdagságáról és csodáiról híres Lail.
A két szemközti part között félúton van Dis szigetcsoportja. Ennek a királyságnak a hajósai rendszeresen kereskednek a parti városokkal, ellátva őket a nélkülözhetetlen rézérccel. Dis királya és pökhendi, kalózkodástól sem idegenkedő hajóskapitányai tudatában vannak a többi város kiszolgáltatott helyzetének, és saját tengerhajózási fölényüknek.

## Vallás
A tengerpart meleg éghajlata négy évszak szerint változik. Az őszi napéjegyenlőség idején kezdődik Gurru, a Tengeristen szeles évszaka, amikor a kereskedőhajók útnak indulhatnak, érkeznek az értékes termékek és a friss hírek. A hajózásnak Esra, a Viharisten évszaka vet véget, tomboló széllel, esőkkel, nyirkos idővel. A szerelem és a termékenység istennője, Erua hozza el a tavaszt, amelyet Nanur, a Gonosz tikkasztó, szélmentes évnegyede vált fel.
A vallás Habamut, az Atyát tiszteli leghatalmasabb istenként, akinek Gurru és Erua a gyermekei, Gáma pedig a Földanya, magának a bolygónak az istennője. Az isteneknek külön papsága és külön templomai vannak, de nem versenyeznek a hívőkért, az emberek bármelyik templomot felkereshetik, hogy ajándékokért cserébe a templom papjainak segítségét megkaphassák. Habamu papjai mesterei a gyógyításnak. Gurru papjai a csillagászat, a matematika kitűnő ismerői, és gondosan szűrt ismereteket gyűjtenek össze a hajósok beszámolóiból, a távoli vidékek leírásaiból. Erua temploma a költészetnek és a szerelem papnőinek a háza. A Tenger Fiai egyetértésben tisztelik ezeket az isteneket, és egy isten különböző városokban működő papsága hatékony kapcsolatot tart fenn egymással.

## A történet
A regény öt "könyv"-re van tagolva. Lényegében a Man által írt agyagtáblákra írt krónikát olvashatjuk, amelyet az utókor régészei találnak meg egy sziklakamrában eltemetve.
Mivel az alábbi, részletes összefoglaló a történet minden fontos részletét elmondja, a könyv fejezetei csak akkor válnak láthatóvá, ha a jobbra levő 'kinyit' szóra kattintunk.
|  | Alább a cselekmény részletei következnek! |

|  | Itt a vége a cselekmény részletezésének! |

## Érdekességek
A könyv 1983-as, a Kozmosz Fantasztikus Könyvek sorozatban megjelent változatának utószavát az a Szentiványi Jenő írta, aki írója A kőbaltás ember című, jól ismert, az őskorban játszódó kalandos regénynek, amely kissé hasonló realista fantáziálás, mint aminek a Távoli tűz is eredménye.
A regény írásakor az író még nem tervezte harmadik kötet megírását is. A középső kötet vége úgy alakult, hogy utólag kétféleképpen is magyarázhatók az ott elhangzott szavak, így a harmadik kötet néhány érdekes, apró, és jól összeillesztett részlettel megtartotta a történet folytonosságát.

## Kiadások
- Zsoldos Péter: Távoli tűz, Móra Ferenc Könyvkiadó, Budapest, 1969, IF 996-f-7072 – Engel Tevan István rajzaival.
- Zsoldos Péter: Távoli tűz, Kozmosz Könyvek, Budapest, 1974, IF 2002-e-7577, ISBN 963-211-024-2 – második kiadás, címlap: Korga György.
- Zsoldos Péter: Távoli tűz, Kozmosz Könyvek, Budapest, 1983, HU ISSN 0324-5225, ISBN 963-211-570-8 – harmadik kiadás, címlap: Korga György.
- Zsoldos Péter: Távoli tűz, Háttér Lap- és Könyvkiadó, Budapest, 1990
- Zsoldos Péter: Távoli tűz, Budapest, 2002, Scolar Kiadó, ISBN 963-9193-57-7
- Zsoldos Péter: Távoli tűz, Budapest, 2017, Metropolis Media, ISBN 9786155628283